# Hat Hor
Hat Hor, auch Hat-Hor (eigentlich Hor-hat), war eventuell ein altägyptischer König (Pharao) der 0. Dynastie (Prädynastische Zeit), der um 3100 v. Chr. regierte. Angaben über seine chronologische Position oder zu seiner Regierungsdauer sind derzeit nicht möglich.
Er ist belegt durch Gefäße mit seinem Namen aus Tarchan, ähnlich wie Ni-Hor. Die Lesung und Deutung seines Namens ist jedoch nicht sicher.